# Tefluthrin
Tefluthrin ist ein Gemisch von zwei enantiomeren chemischen Verbindungen aus der Gruppe der Pyrethroide.

## Gewinnung und Darstellung
Die Synthese von Tefluthrin geht von zwei Vorstufen aus, die in zwei Synthesezweigen erhalten werden. Die Synthese der ersten Vorstufe erfolgt vom 1,2,4,5-Tetrafluorbenzol aus, welches über eine zweifache Metallierung mittels Butyllithium im ersten Schritt mit Methyliodid zum 1,2,4,5-Tetrafluortoluol und zweiten Schritt mit Kohlendioxid zur 4-Methyl-2,3,5,6-tetrafluorbenzoesäure umgesetzt wird. Die Carbonsäure wird mit Thionylchlorid und Methanol intermediär über das Säurechlorid in den Methylester überführt, der dann mittels Lithiumaluminiumhydrid zum  Vorstufe 1-Hydroxymethyl-4-methyl-2,3,5,6-tetrafluorbenzol reduziert wird. Die zweite Vorstufe wird in einer mehrstufigen Synthese ausgehend vom 3,3-Dimethyl-4-pentensäureethylester erhalten. Hier erfolgt zunächst durch die Umsetzung mit 1,1,1-Trichlor-2,2,2-trifluorethan in Gegenwart von Kupfer(I)-chlorid eine C-Kettenverlängerung und Einführung der Halogenfunktionen. Bei der Umsetzung des resultierenden 4,6,6-Trichlor-7,7,7-trifluor-3,3-dimethylheptansäureethylesters mit Natriumethanolat wird durch Dehydrohalogenierungsreaktionen der Cyclopropanring und die Doppelbindung gebildet. Der 3-[2-Chlor-3,3,3-trifluorpropenyl]-2,2-dimethylcyclopropancarbonsäureethylester fällt als racemisches cis-/trans-Gemisch an, woraus das interessierende trans-Isomer [Racemat, also 1:1-Gemisch aus (1S,3S)- und (1R,3R)-Form] mittels Destillation gewonnen wird. Der Ester wird dann mit Natronlauge verseift und mit Thionylchlorid zur Säurechloridvorstufe umgesetzt. Beide Vorstufen ergeben abschließend in einer Veresterungsreaktion die Zielverbindung ebenfalls als 1:1-Enantiomerengemisch aus (1S,3S)- und (1R,3R)-Form.

## Eigenschaften
Tefluthrin ist ein farbloser Feststoff, der praktisch unlöslich in Wasser ist. Das technische Produkt ist ein Racemat des  (Z)-(1R, 3R)- und des (Z)-(1S, 3S)-Enantiomers. Es ist stabil unter neutralen Bedingungen.

## Verwendung
Tefluthrin wird als Insektizid gegen Bodenschädlinge (z. B. bei Zuckerrüben und Mais) verwendet. Es wurde zuerst 1986 in Belgien zugelassen und beeinflusst die Nervensignalübertragung der Natriumkanäle. Im Gegensatz zu anderen Pyrethroiden wirkt Tefluthrin auch über den Boden.

## Regulierung

### EU
Die derzeit gültige Zulassung läuft zum 31. Dezember 2021 aus. Auf nationaler Ebene ist Tefluthrin in 19 EU-Staaten zugelassen. Die Erlaubte Tagesdosis und die Akute Referenzdosis betragen 0,005 und die Annehmbare Anwenderexposition 0,0015 Milligramm pro Kilogramm Körpergewicht und Tag.
Die EU-Kommission entschied im Dezember 2008 nach der Rücknahme eines Zulassungsantrags, Tefluthrin nicht in die Liste der Wirkstoffe in Anhang I der Richtlinie 91/414/EWG aufzunehmen. Der Wirkstoff wurde schließlich mit Wirkung zum 1. Januar 2012 für Anwendungen als Insektizid zugelassen.

### Einzelne Staaten
In Deutschland ist Force 20 CS von Syngenta das derzeit einzige zugelassene Pflanzenschutzmittel mit dem Wirkstoff Tefluthrin. Das BVL verlängerte die seit 6. Dezember 2000 gültige Zulassung mit Stand 20. Februar 2014 bis 31. Juli 2014. Force 20 CS ist ein Beizmittel für Zucker- und Futterrüben gegen den Moosknopfkäfer. Das BVL hatte in der Vergangenheit außerdem dem Pflanzenschutzmittel Force 1,5 G zur Anwendung bei Mais gegen den Westlichen Maiswurzelbohrer Ausnahmegenehmigungen erteilt, die letzte lief am 28. Juli 2012 aus.
In Österreich und der Schweiz sind Pflanzenschutzmittel (z. B. Force 20 CS) mit diesem Wirkstoff zur Saatgutbeizung bei Zucker- und Futterrüben zugelassen. In der Schweiz hob das Bundesgericht allerdings 2025 die Ausdehnung der Bewilligung für das Inverkehrbringen eines Syngenta-Pflanzenschutzmittels mit Tefluthrin auf, weil es dessen Auswirkungen auf die Umwelt als nicht genügend abgeklärt erachtete.